# Khasiin Khulguud
Khasiin Khulguud là một câu lạc bộ bóng đá Mông Cổ đến từ Ulaanbaatar, thi đấu tại Giải Ngoại hạng Mông Cổ.

## Danh hiệu
- Mông Cổ Premier League: (1) [4]
  - Chiến thắng: 2006

Lưu ý: giải vô địch năm 2006 không được tổ chức như một giải đấu bình thường mà ở hai giai đoạn của bốn bảng do tái thiết sân bóng duy nhất ở Mông Cổ và do đó không được tính là một giải vô địch chính thức của MFF League theo các nguồn tin.